# Kropfgazelle
Die Kropfgazelle (Gazella subgutturosa) ist eine asiatische Gazellenart aus der Familie der Hornträger (Bovidae). Sie verdankt ihren Namen einem knorpelartig verdickten Kehlkopf der Männchen zur Erhöhung der Lautstärke der Brunftrufe.

## Verbreitung
Von allen Arten der Gattung Gazella dringt die Kropfgazelle am weitesten nach Norden vor. Sie bewohnt die Steppen und Halbwüsten von Transkaukasien, Israel, Palästina und Arabien über Iran, Aserbaidschan und Turkestan bis in die Wüste Gobi und Nordchina.

## Aussehen
Die meisten Unterarten sind hellbraun bis sandfarben. Die Unterseite ist stets heller. Eine Gesichtsmaske ist nur bei jüngeren Tieren deutlich zu erkennen. Kropfgazellen sind etwas robuster als andere Gazellen und erreichen eine Schulterhöhe von 50–65 cm und ein Gewicht von 30–40 kg. In der Regel besitzen nur die Böcke die leierförmig nach hinten gebogenen Hörner. Die Weibchen sind normalerweise hornlos. Die Kropfgazellen gehören zu den weltweit schnellsten Landsäugetieren. Sie erreichen an die 70 km/h.

## Bestand

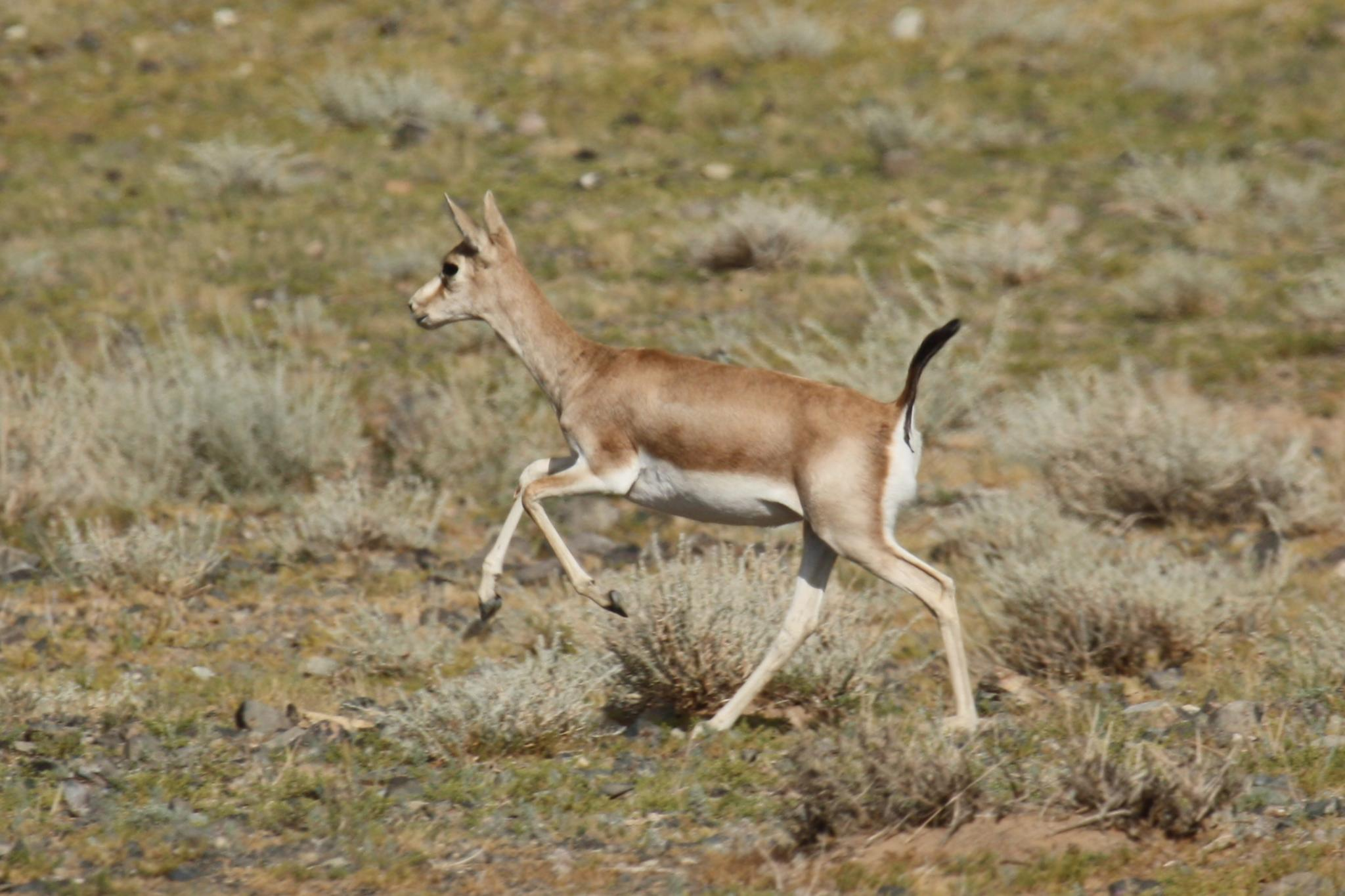
Weibchen

Es gibt Hinweise darauf, dass bereits im Neolithikum Kropfgazellen mit Hilfe sogenannter Wüstendrachen stark bejagt wurden. Damit geriet die Art an sich unter Druck. In manchen Regionen, wie dem fruchtbaren Halbmond, brachen bereits in dieser Zeit die Bestände vollständig zusammen.
Um 1900 bewohnten schätzungsweise noch eine Million Kropfgazellen die Steppenlandschaften in Kasachstan, Turkmenistan, Usbekistan, Tadschikistan und Kirgisistan. Durch den vermehrten Einsatz von Feuerwaffen seit den 1940er-Jahren nahmen die Bestände in dieser Region bis heute auf weniger als 50.000 Tiere ab. Die meisten dieser verstreuten Populationen sind kleine, isolierte Herden. Darüber hinaus leben in der Mongolei noch etwa 100.000 Kropfgazellen. Auch in Nordwest-China, Teilen des Iran und des Kaukasus gibt es ebenfalls noch größere Bestände. Die Herden, die man auf einigen Inseln im Kaspischen Meer und dem Persischen Golf findet, gehen wahrscheinlich auf eingeführte Tiere zurück. Nach IUCN-Angaben wurde der Gesamtbestand 2001 auf 120.000 bis 140.000 Tiere geschätzt, hat aber seitdem stark abgenommen. Die Kropfgazelle wird daher als „gefährdet“ eingestuft.

## Lebensweise

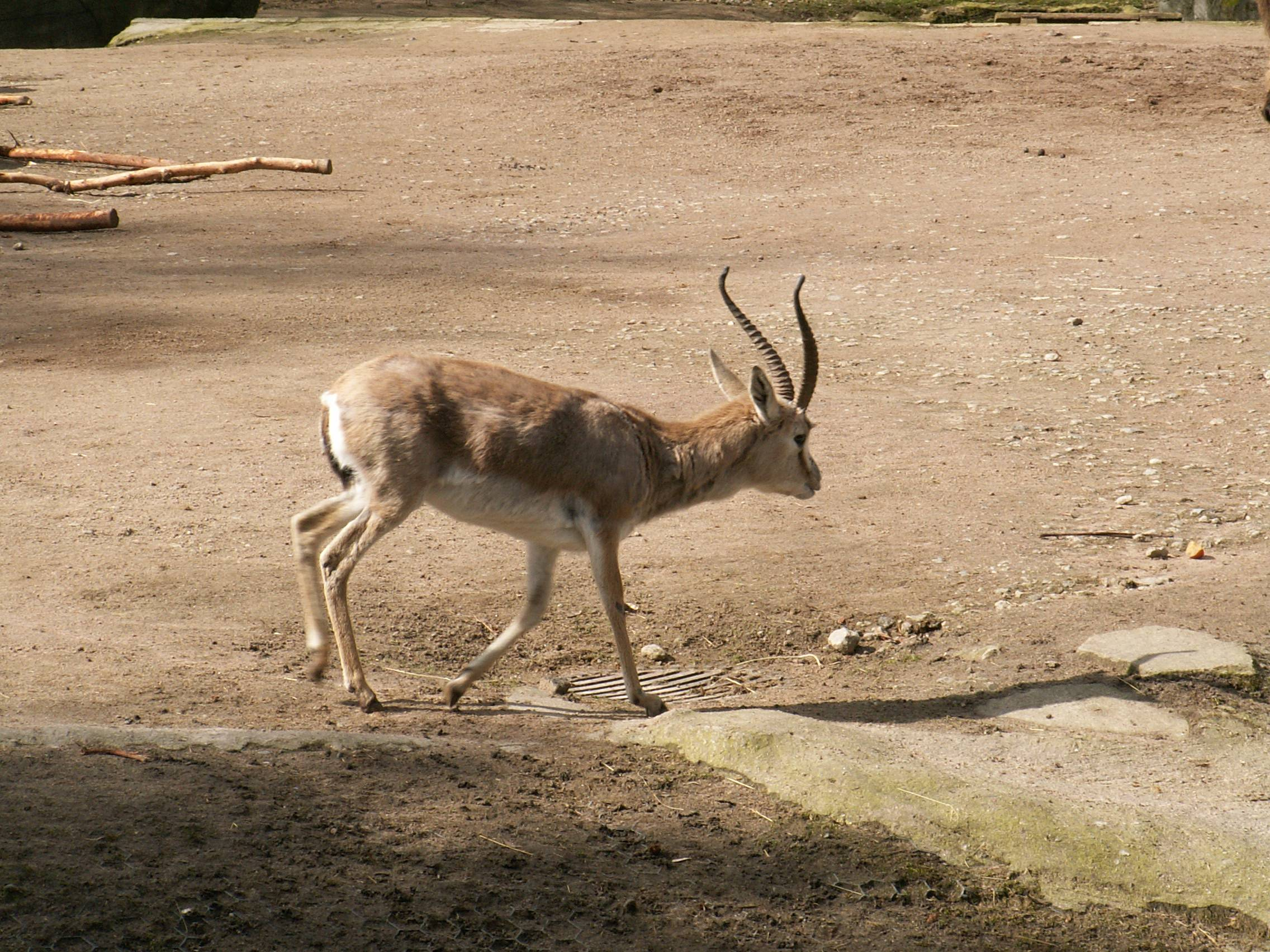
Männchen

Da die Kropfgazelle weiter im Norden lebt als andere Gazellen, ist sie stärker von Jahreszeiten abhängig und kennt im Gegensatz zu ihren südlicheren Verwandten eine feste Brunftperiode. Ab September sammeln die starken Böcke jeweils einige Weibchen um sich und verteidigen diese gegen Nebenbuhler. Wenige Wochen später schließen sich die Weibchen wieder zu größeren Herden zusammen und die Männchen verlassen deren Gesellschaft. Anfang Winter verlassen sie in den nördlichen Regionen des Verbreitungsgebietes die verschneiten Zonen und sammeln sich in wärmeren Tälern mit geringeren Niederschlägen. Während des Winters bilden sie zeitweise große Herden.
Die Populationen aus Syrien wanderten einst jeden Herbst Richtung Süden nach Saudi-Arabien und kehrten im Frühling in die Nähe des Euphrat zurück, um ihre Kitze zu gebären. Im Gegensatz zu den meisten anderen Gazellenarten sind Zwillingsgeburten nicht selten. Kropfgazellen ernähren sich vielseitig von Gräsern, Kräutern, Blättern und Trieben.

## Unterarten

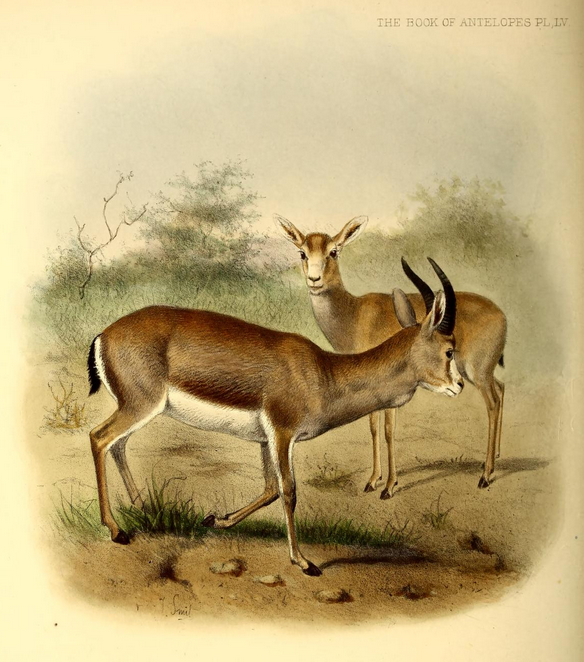
Gazella (subgutturosa) subgutturosa

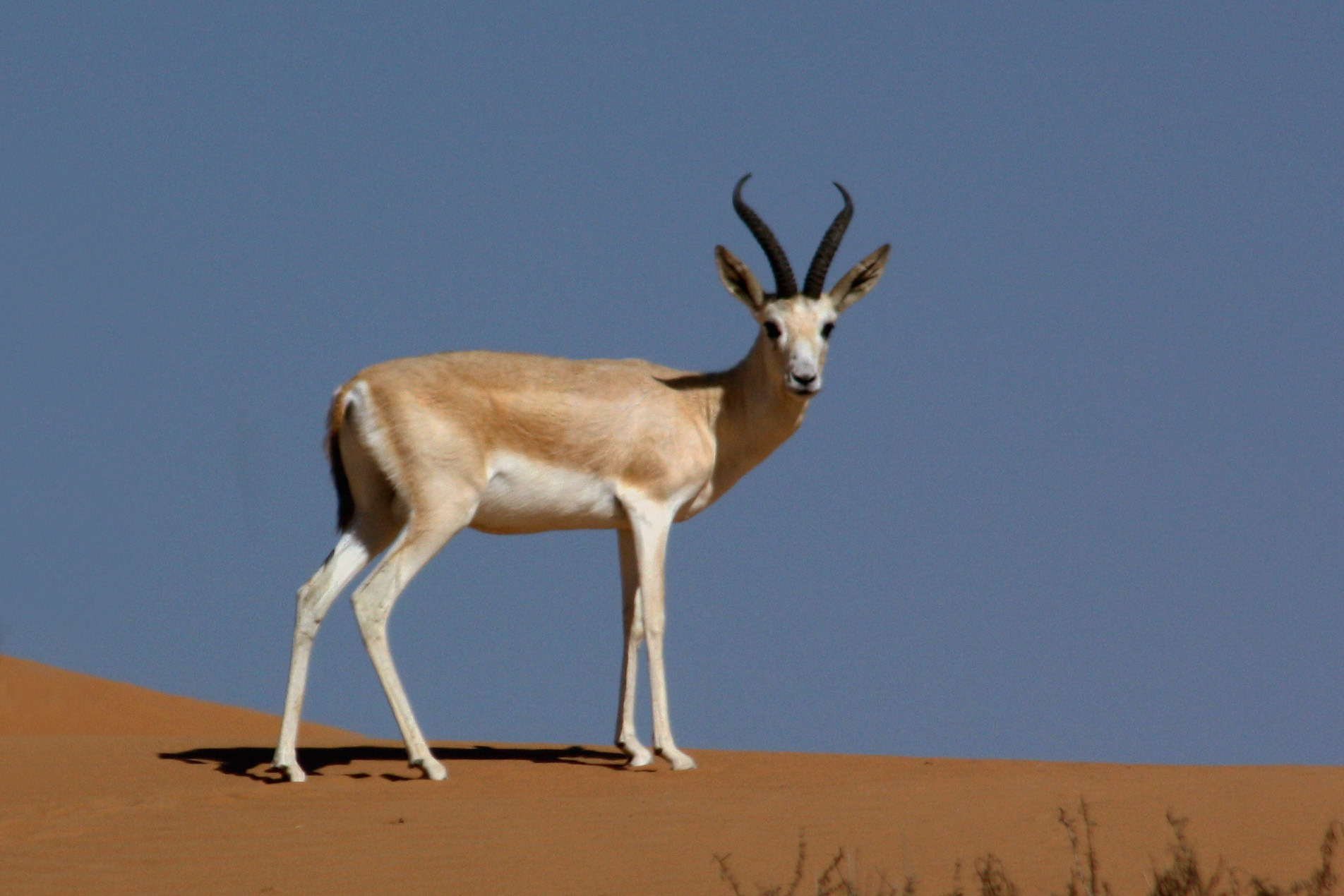
Sandgazelle (Gazella marica), einst als Unterart der Kropfgazelle geführt, im Dubai Desert Conservation Reserve, Vereinigte Arabische Emirate

Folgende Unterarten wurden beschrieben:
- Mongolische Kropfgazelle (Gazella subgutturosa hilleriana): Mongolei; gefährdet
- Tibetische Kropfgazelle (Gazella subgutturosa reginae): Nordtibet, Nordwest-Tsaidam; gesichert
- Dsungarische Kropfgazelle (Gazella subgutturosa sairensis): Dsungarei und Ost-Balkasch, nordwärts bis Tarbagataigebirge; gefährdet
- Seistan-Kropfgazelle (Gazella subgutturosa seistanica): Seistan in Ostpersien, Belutschistan, Afghanistan; weitgehend ausgerottet
- Persische Kropfgazelle (Gazella subgutturosa subgutturosa): Transkaukasien, Persien, Mesopotamien, Russisch-Turkestan; In Persien und Mesopotamien weitgehend ausgerottet, in Russisch-Turkestan noch gesichert
- Jarkand-Kropfgazelle oder Saikik-Gazelle (Gazella subgutturosa yarkandensis): Ebenen in Yarkant, Xinjiang; gesichert

Teilweise wurde auch die stark gefährdete Sandgazelle oder Arabische Kropfgazelle (Gazelle marica) als Unterart der Kropfgazelle geführt. Diese ist auf der Arabischen Halbinsel verbreitet und von fast weißer Farbgebung, in ihrer Heimat wird sie Rhim genannt. Molekulargenetische Studien zeigen auf, dass die Kropfgazelle in ihrer ursprünglichen Definition polyphyletisch ist und die Sandgazelle eine eigene Art darstellt. Die Kropfgazelle ist diesen Untersuchungen zufolge näher mit der Indischen Gazelle (Gazella bennetti), die Sandgazelle dagegen mit der nordafrikanisch verbreiteten Dünengazelle (Gazella leptoceros) und der Cuviergazelle (Gazella cuvieri) verwandt.